# Hans Leitner (Organist)
Hans Leitner (* 17. Februar 1961 in Traunstein) ist ein deutscher Organist, Komponist und Geistlicher.

## Leben
Nach dem Abitur in Traunstein studierte Hans Leitner katholische Theologie an der Ludwig-Maximilians-Universität München sowie katholische Kirchenmusik und das Konzertfach Orgel (Klasse von Franz Lehrndorfer) an der Hochschule für Musik und Theater München. Von 1982 bis 1989 war er ständiger Vertreter von Lehrndorfer am Dom Zu Unserer Lieben Frau in München. 1988 gewann er den Rottenburger Improvisations-Wettbewerb; 1990 wurde er durch Friedrich Kardinal Wetter zum Priester geweiht. Die folgenden zwei Jahre arbeitete er als Kaplan in St. Georg in München-Milbertshofen.
1992 folgte er Walther R. Schuster als Domorganist und Domvikar an den Dom St. Stephan in Passau, wo er auch als Orgelsachverständiger des Bistums Passau wirkte.
Im Herbst 2003 wurde Hans Leitner als Nachfolger von Franz Lehrndorfer zum Domorganisten und Domvikar am Münchner Dom ernannt, wo er bis 2021 tätig war. Seine Aufgaben nahm vom 15. November 2021 bis August 2022 Martin Welzel als stellvertretender Domorganist am Münchner Dom wahr. Von 2003 bis 2011 hatte er an der Hochschule für Musik und Theater München einen Lehrauftrag für Liturgik und kirchenmusikalische Praxis. 2012 wurde Hans Leitner von Papst Benedikt XVI zum Monsignore ernannt. Von 2016 bis 2018 war er kommissarischer Leiter der Münchner Dommusik. Auf eigenen Wunsch hat Hans Leitner seine Tätigkeit am Münchner Dom im Jahr 2022 beendet. Sein Nachfolger ist Ruben Johannes Sturm.
Hans Leitner wird als Interpret und Improvisator geschätzt. Er ist Herausgeber von Orgelwerken sowie Verfasser von Beiträgen zu musikgeschichtlichen, organologischen und theologischen Themen. Zahlreiche CD-, Rundfunk- und Fernsehproduktionen sowie Kompositionen für Orgel, liturgische Vokalwerke und Bläsersätze dokumentieren sein vielfältiges künstlerisches Schaffen.

## Ausgewählte Kompositionen

### Orgel
- Partita „Wer nur den lieben Gott lässt walten“ (1985 komponiert. Passau: Peter Lechl, 1997)
- Partita „O Heiland, reiß die Himmel auf“ (1992 komponiert. Passau: Peter Lechl, 1997)
- Toccata Muffatiana (1995 komponiert; Walther R. Schuster zum Gedenken. Passau: Peter Lechl, 1997)
- Veni Creator (1996 komponiert. Passau: Peter Lechl, 1997)
  - I. Invocation
  - II. Rezitation
  - III. Imitation
- Egedacher-Toccata (Passau: Peter Lechl, 1997)
- In caritate – Meditation für Orgel (Seiner Heiligkeit Papst Benedikt XVI. gewidmet. Passau: Peter Lechl, 2006)
- Intrada, Variationen, Fughette und Hymne „Gott mit dir, du Land der Bayern“ (2001/2008 komponiert. Passau: Peter Lechl, 2013)
- "Jubelt, ihr Lande, dem Herrn": Orgelbuch des Domorganisten Hans Leitner (Ohne Ort: Eigenverlag, 2022)[5]

### Vokalwerke
- Tantum ergo - Advent für vierstimmigen gemischten Chor (Eichstätt: Jubilate-Verlag, 2001)
- Neujahrshymnus (nach einem Text von Eduard Mörike) für siebenstimmigen gemischten Chor (Eichstätt: Jubilate-Verlag, 2007)
- Drei Krippenbilder nach Texten von Heinrich Wismeyer für drei- bis sechsstimmigen gemischten Chor (Eichstätt: Jubilate-Verlag, 2007)
- St. Hildegard-Messe für gemischten Chor und Orgel (Eichstätt: Jubilate-Verlag, 2008)
- St. Hildegard-Messe für drei Oberstimmen und Orgel (Eichstätt: Jubilate-Verlag, 2008)
- St. Hildegard-Messe für einstimmigen Gesang und Orgel (Eichstätt: Jubilate-Verlag, 2008)
- Abendgebet für gemischten Chor (Eichstätt: Jubilate-Verlag, 2008)
- Das deutsche Magnificat „Meine Seele preist die Größe des Herrn“ für Solosopran und Orgel (2011 komponiert. Unveröffentlicht)
- Missa Adventus „Macht hoch die Tür“ für gemischten Chor a cappella („Lebkuchenmesse“, 2014 komponiert. Eichstätt: Jubilate-Verlag, 2019)

### Sonstige Besetzungen
- Großer Gott, wir loben dich für Orgel und fünf Blechbläser (Altötting: Coppenrath, 1996)

## Bearbeitungen
- Drei Bearbeitungen für Orgel - nach Werken von Bach, Mozart und Herzogenberg (Eichstätt: Jubilate-Verlag, 1996)
  - Wolfgang Amadeus Mozart: Andante cantabile
  - Johann Sebastian Bach: Jesu, meine Freude
  - Heinrich von Herzogenberg: Hirtenmusik aus „Die Geburt Christi“

## Herausgeber
- Hans Bill: Praeludium und Fuge: Tripelfuge für Orgel (1909) (Passau: Peter Lechl, 1997)
- Peter Griesbacher: Preludio pasquale: Präludium für Orgel (1929) (Passau: Peter Lechl, 1997)
- Joseph Marx: Orgelwerke 1 (Wien: Universal Edition, 2014)
- Joseph Marx: Orgelwerke 2 (Wien: Universal Edition, 2014)
- Wolfgang Amadeus Mozart: Andante cantabile für Orgel KV 15ii (Passau: Peter Lechl, 1995)
- Walther Rudolf Schuster: Noël - Fuge für Orgel (1956) (Passau: Peter Lechl, 1997)
- Walther Rudolf Schuster: Orgelpartita über ein Alt-Egerer Marienlied: „Ave Maria zart“ (Passau: Peter Lechl, 1999)
- Rudolf Wimmer: Fuge für Orgel (Passau: Peter Lechl, 1997)

## Bibliographie
- Leitner, Hans: Improvisation - Einführungsvortrag. In: Musik und Spiel: Musikpädagogik - Musiktheater - Improvisation. Dokumentation über die Deutsch-Österreichisch-Schweizerische Studientagung vom 24. bis 27. Februar 1994 in der Bildungsstätte Kloster Aldersbach, herausgegeben von Inka Stampfl, Deutscher Tonkünstlerverband e. V., München 1995, ISBN 3-926906-04-9, S. 40–45.
- Hans Leitner: Der Münchener Domorganist Heinrich Wismeyer (1898–1985). In: Dux et comes – Festschrift für Franz Lehrndorfer zum 70. Geburtstag, herausgegeben von Hans D. Hoffert und Klemens Schnorr, Universitätsverlag, Regensburg 1998, ISBN 3-930480-68-9, S. 124–136.
- Leitner, Hans und Eisenbarth, Wolfgang (Hrsg.): Die Passauer Domorgel,  Schnell und Steiner, Regensburg 2002. ISBN 3-7954-1469-5.
- Leitner, Hans: Karl Höller (1907–1987), unter besonderer Berücksichtigung seiner kirchenmusikalischen Beiträge, in: Musica Sacra, 127. Jg., Nr. 6 (2007), S. 360–362.
- Leitner, Hans: Die Orgeln der Münchner Frauenkirche und ihre Organisten. In: Der Dom Zu Unserer Lieben Frau in München (= Großer Kunstführer Schnell & Steiner, Band 235), herausgegeben von Peter Pfister, Schnell & Steiner Regensburg, 2008, ISBN 978-3-7954-2031-4, S. 69–73.

## Hausorgel
Die ehemalige Hausorgel von Hans Leitner wurde 1985 von Norbert Krieger gebaut. Sie wurde im September 2021 an einen anderen Organisten verkauft. Das Instrument hat mechanische Schleifladen. Die Register- und Spieltraktur ist mechanisch.
Die Disposition lautet:
| I Positiv C–g3 |          |
| Gedackt        | 08′      |
| Prinzipal      | 04′      |
| Nachthorn      | 02′      |
| Quartan II     | 1 ⁄3′/1′ |

| II Rückpositiv C–g3 |        |
| Salicional          | 0 8′   |
| Quintade            | 04′    |
| Gemsterz            | 1 3⁄5′ |
| Regal               | 0 8′   |

| Pedal C–f1 |     |
| Subbaß     | 16′ |
| Bordun     | 08′ |
| Dolkan     | 04′ |

- Koppeln: II/I, I/P, II/P
- Schwelltritt für das Rückpositiv